# Холодовий ланцюг
Холодо́вий ланцю́г — технологія безперервного дотримання оптимальної холодної температури при зберіганні та транспортуванні біологічних препаратів таких як вакцин, анатоксинів, препаратів крові, анатоксинів від підприємства-виробника до споживача. Також, поняття застосовується у харчовій промисловості та логістиці з доставки вантажів та готових продуктів харчування чи їх напівфабрикатів.

## Медицина
У медицині, порядок дотримання холодового ланцюга при транспортуванні біопрепаратів регулюється Наказом Міністерства охорони здоров'я України, Дотримання умов холодового лагцюга є необхідною умовою збереження ефективності та безпечності препаратів, ефективність дії яких може знизитись при нагріванні.